# Skullumjaure
Skullumjaure är en sjö i Gällivare kommun i Lappland och ingår i Kalixälvens huvudavrinningsområde. Sjön har en area på 0,251 kvadratkilometer och ligger 453,4 meter över havet. Skullumjaure ligger i Kaitum fjällurskog Natura 2000-område.

## Delavrinningsområde
Skullumjaure ingår i det delavrinningsområde (749778-171778) som SMHI kallar för Ovan 749800-172190. Medelhöjden är 444 meter över havet och ytan är 18,85 kvadratkilometer. Det finns inga avrinningsområden uppströms utan avrinningsområdet är högsta punkten. Vattendraget som avvattnar avrinningsområdet har biflödesordning 2, vilket innebär att vattnet flödar genom totalt 2 vattendrag innan det når havet efter 281 kilometer. Avrinningsområdet består mestadels av skog (71 procent) och sankmarker (27 procent). Avrinningsområdet har 0,35 kvadratkilometer vattenytor vilket ger det en sjöprocent på 1,9 procent.